# The Endless Summer

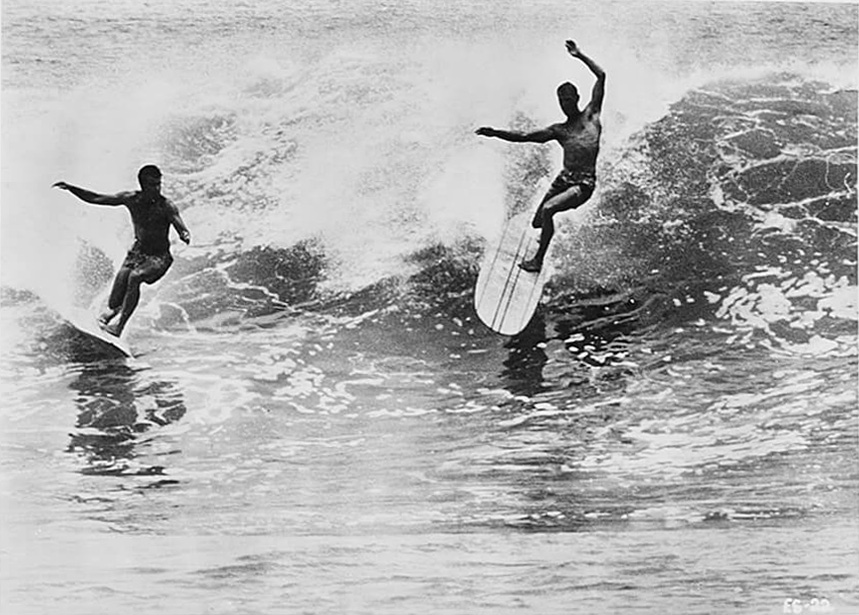
Een van de promotiefoto's

The Endles Summer is een Amerikaanse sportdocumentaire uit 1966 onder regie van Bruce Brown. De regisseur volgde professionele surfers Mike Hynson en Robert August op een reis rond de wereld op zoek naar de beste surfplek. De film was een groot succes en wordt gezien als het begin van een nieuw filmgenre, genaamd de surffilm, die gedurende de rest van de jaren zestig erg populair bleef. In 2002 werd de film toegevoegd aan het National Film Registry.
Het idee achter de film was dat het in de winter te koud was om in Californië te surfen. Door op reis te gaan kon je 365 dagen per jaar in de zomer blijven en zo blijven surfen. Oorspronkelijk was het plan om alleen Californië en Zuid-Afrika te bezoeken. Voor de film was slechts een beperkt budget beschikbaar en toen de makers erachter kwamen dat een reis rond de wereld 50 dollar goedkoper was dan een retourtje Zuid-Afrika werd besloten tot een wereldreis.

## Synopsis
Twee surfers uit het Amerikaanse Californië besluiten om een wereldreis te maken om de beste surflocaties te bezoeken. Na een gedegen voorbereiding vliegen ze naar Senegal, Ghana en vervolgens Zuid-Afrika, waarbij ze de evenaar passeren en zo in de zomer terechtkomen. Tijdens een rondreis langs de Zuid-Afrikaanse kust komen ze langs Cape St. Francis en ontdekken de beste plek. Hierna volgen bezoeken aan Australië, Nieuw-Zeeland en Tahiti. Uiteindelijk bezoeken ze de Banzai Pipeline aan de noordkust van het Hawaïaanse eiland Oahu. Onderweg ontmoeten ze bekende surfers, zoals Miki Dora, Phil Edwards en Butch Van Artsdalen.

## Ontvangst
Toen de film eenmaal af was lukte het Brown niet om een distributeur te vinden. De filmwereld in Hollywood bleek sceptisch over het mogelijke succes. Brown besloot toen zelf de film te promoten, eerst door deze in een zaal in Wichita (Kansas) te vertonen. Hier sloeg de film aan, misschien ook wel omdat het toen hartje winter was. Later huurde hij een theater in New York waar de film een jaar lang vertoond werd. Hierna bleken er wel distributeurs geïnteresseerd te zijn. De enige distributeur die de film wilde verkopen zonder aanpassing, ook niet aan de poster, was Cinema 5, waarop Brown hiermee in zee ging. Uiteindelijk bracht de film wereldwijd 20 miljoen dollar op, waarvan 5 miljoen binnen de Verenigde Staten.
Door de film werd Cape St. Francis, vlak bij St Francisbaai in Zuid-Afrika een bekende surf-locatie. In de film werd deze, tot dan toe onbekende plek, genoemd als strand ten-million-to-one surfing waves met kleine maar perfecte golven.

## Vervolgen
In 1994 maakte Brown een vervolg op de film genaamd The Endless Summer II waarbij surflocaties in Frankrijk, Alaska, Zuid-Afrika, Costa Rica, Bali, en G-land op Java werden bezocht.
Ook bracht Dana Brown, de dochter van Bruce Brown, in 2000 een speciale editie van de film uit genaamd The Endless Summer revisited en maakte ze drie jaar later een eigen surfdocumentaire genaamd Step into Liquid, die soms wordt beschouwd als een tweede vervolg op de film.